# Bratolubowka
Bratolubowka (ros. Братолюбовка) – wieś w Rosji, w obwodzie amurskim, w rejonie romnieńskim. W 2010 liczyła 108 mieszkańców.